# Marché couvert de Ravenne
 (mars 2020).
Le marché couvert de Ravenne est un bâtiment historique situé sur la piazza Andrea Costa, à Ravenne.

## Le marché couvert
Comme les autres marchés couverts, celui de Ravenne est un lieu de vente de poisson, de produits laitiers et de fruits et légumes, créé par la nécessité de défendre et de conserver ces produits et, pour cette raison, situé dans une structure spéciale, fixe et abritée dans les centres historiques des villes.

## Histoire
Le marché couvert est situé dans le centre historique de Ravenne sur la Piazza Andrea Costa, une zone dédiée au commerce du poisson depuis le Moyen Âge, à la rencontre de deux rivières. Dès le Xe siècle, il existe des témoignages concernant l'activité de la société de pêche Schola Piscatorum ou Casa Matha, une illustre société de Ravenne parrainée au fil des siècles par des familles puissantes et la présence de pêcheries et poissonniers en ce lieu. En 1715, le cardinal Gozzardini ordonna la construction d'un bâtiment à deux étages avec des arcades qui servit à la fois lieu de vente au détail et de siège de la société Casa Matha. Pendant les années 1700 et 1800, cependant, le quartier était caractérisé par la saleté et l'air malsain.
Le complexe Casa Matha a été démoli entre 1893 et 1894, et une nouvelle construction en exèdre a été inaugurée par l'ingénieur Ugo Vignuzzi. Cependant, le bâtiment a été de courte durée, étant déjà démoli en 1915 pour faire place à la construction du marché couvert actuel, qui a été inauguré en octobre 1922. L'extérieur, de style classique, est réalisé en pierre d'Istrie.
Le marché couvert de Ravenne, reconnu comme marché historique à valeur artistique en 2008, a été au centre d'un projet de revalorisation qui s'est achevé à l'automne 2019. Il a inclus la division interne en deux zones se superposant. À l'étage inférieur, l'usage d'origine a été maintenu, c'est-à-dire la vente de produits au détail et d'autres zones de commerces alimentaires. La partie supérieure, en revanche,est devenue un espace pour des événements et des activités culturelles et récréatives. La réouverture a été officialisée le 5 décembre 2019.